# Fryderyk IV legnicki
Fryderyk IV (ur. 20 kwietnia 1552, zm. 27 marca 1596) – książę legnicki z dynastii Piastów. Syn księcia legnickiego Fryderyka III i Katarzyny, córki księcia Meklemburgii Henryka V. 
W grudniu 1571 został dopuszczony do współrządów w księstwie legnickim, w którym panował jego brat Henryk XI. Fryderyk IV postanowił wykorzystać zaangażowanie się Henryka XI w wojnie religijnej we Francji, aby uwolnić się spod kurateli brata. Zwrócił się więc do cesarza Maksymiliana II z prośbą o dokonanie podziału ojcowizny. Specjalni komisarze na mocy cesarskiego dekretu z 13 marca 1576 w następnym miesiącu, 17 kwietnia 1576, ustanowili go panem Legnicy. Fryderyk IV zobowiązany został do zapewnienia opieki rodzinie Henryka XI, która pozostała na Śląsku, zaś jemu samemu miał co tydzień przekazywać deputat w gotówce i żywności. Jednocześnie na 29 września 1577 wyznaczony został termin dokonania podziału księstwa. Jednakże nie doszło do niego, gdyż 12 października 1576 zmarł cesarz Maksymilian II, a nowy cesarz Rudolf II chciał ponownie zbadać sprawę.
5 października 1580 cesarz wydał korzystny dla starszego z braci wyrok, anulując postanowienie z 17 kwietnia 1576. Bracia mieli wspólnie współrządzić księstwem legnickim. Henryk XI miał rezydować w Legnicy, zaś Fryderyk IV musiał się wyprowadzić do Chojnowa. 
Sytuacja zmieniła się w roku następnym, kiedy niesubordynacja Henryka XI, który zwlekał ze złożeniem hołdu lennego, a także nie uczestniczył w sejmach śląskich, doprowadziła do interwencji zbrojnej wojsk cesarskich. Za cenę złożenia hołdu lennego oraz stawienia się na dworze cesarskim Henryk XI miał uzyskać wybaczenie, jednak Rudolf II postanowił uwięzić księcia i pozbawić go władzy. Legnica ponownie przeszła pod panowanie Fryderyka IV, który został zobowiązany do zapewnienia rodzinie uwięzionego brata opieki, a jemu samemu wypłacania cotygodniowego deputatu w wysokości 30.larów.
Fryderyk IV był trzykrotnie żonaty. Pierwszą żona została w 1587 Maria Sydonia, córka Wacława III Adama, ks. cieszyńskiego, która zmarła w tym samym roku. Pod koniec 1589 poślubił Dorotę, córkę Jana ks. holsztyńskiego na Sonderburgu, która zmarła w 1593. Ostatnią żoną była poślubiona w 1594 wdowa po księciu brzeskim Janie Jerzym - Anna, córka księcia Wirtembergii Krzysztofa. Przeżyła ona Fryderyka i zmarła w 1616.
Fryderyk miał trójkę dzieci, które zmarły w niemowlęctwie:
- Marię Katarzynę (1587), córkę Marii Sydonii,
- syna (1592), z drugiej żony,
- syna (1593), z drugiej żony.